# Terpes
Terpes è un comune dell'Ungheria di 231 abitanti (dati 2001). È situato nella contea di Heves.